# Landålett
En landålett är en liten landå, vanligen med plats inuti för två personer på ett bakre, bekvämare säte och för två personer på ett främre, obekvämare.